# Эран (Мадхья-Прадеш)
Эран (санскр. ऐरण, англ. Eran) — древний город на берегу реки Бина в округе Сагар штата Мадхья-Прадеш. В настоящее время от древнего города ничего не сохранилось, его именем называют небольшую деревню и место археологических раскопок. В литературе по Древней Индии под Эраном, как правило, понимают место с руинами древних культовых сооружений.
В древности на территории Эрана, по всей видимости, располагался крупный город, упоминаемый в буддийских и индуистских текстах. На территории Эрана проводились археологические раскопки древних индуистских храмов и найдены монументальные изваяния божеств вишнуизма. Археологическое управление Индии описывает достопримечательность как святыню, где найдены остатки каменных кладок небольшого вайшнавского святилища. На месте раскопок можно увидеть четыре колонны с эпистелионами, поперечными балками и часть дверного проёма храма. Среди основных достопримечательностей выделяются гигантское изваяние бога Вишну в образе вепря Варахи, а также высокая колонна с надписью правителя династии Гуптов. Археологическое управление Индии полагает, что место было обустроено в эпоху медного века, поздние постройки датируются периодом правления Гуптов.
В V—VI веках на берегу реки Бина располагался культовый и паломнический центр. Древний город Эран или, как его возможно называли, Эракина, был столицей Эракина (Айрикина)-Прадеша (Airikina Pradesha) или Айркина-Вишая (Airkina Vishaya), — княжества, входившего в состав империи Гуптов. Эран был крупным центром монетного дела в Древней Индии. В древности, по всей видимости, был разрушен эфталитами (белыми гуннами).

## Открытие Эрана
Первооткрывателем Эрана для европейской науки считается основатель индийской археологии британский индолог Александр Каннингем. Его первый рассказ о местности опубликован в «Журнале Азиатского общества Бенгалии» в 1847 году, хотя раскопки прошли позднее, в 1871—72 годах. Отчёт о первых результатах опубликован Археологическим управлением Индии в 1890 году. Об итогах поездки Каннингем писал:
Рисунки Эрана
из отчёта Каннингема
(1880)

Древний город Эран расположен на левом или южном берегу реки Бина, в 16 милях до её слияния с Бетвой, примерно в 50 милях к северо-востоку от Бхилсы и в 46 милях от Сагара. Он окружен с трех сторон рекой, которая в древние времена, по-видимому, была излюбленным местом строительства индуистских городов. Отдельные стены (города) достигают почти половину мили в длину… Но в период расцвета пригороды простирались вдоль всего берега на южной стороне реки, что более чем удваивало размеры города-крепости… Старое название местности звучало как «Эракайна», о чём свидетельствует надпись хана Тораманы на статуе Варахи; однако на моих двух (древних) монетах (из коллекции) разных типов он звучит как «Эраканья». В наши дни слово пишется и произносится как «Йеран», так и «Эран». В словаре Уилсона нахожу, что «эрака» — это трава со смягчающими и разжижающими свойствами. Возможно, город был назван благодаря распространению травы в указанной местности… Храмы и останки построек в Эране являются очень древними, они датируются периодами Самудра Гупты и Будха Гупты, о чём свидетельствуют найденные надписи. Однако обнаруженные здесь монеты говорят о том, что город существовал уже за несколько веков до периода Гуптов…
— Отчёт Каннингема
Современные индологи полагают, что Эран имеет древнейшее происхождение. Повторные раскопки проводились археологом Кришной Баджпаем под эгидой Университета Сагар между 1960 и 1965 годами. Они позволили обнаружить несколько слоёв поселения, первое из которых восходит ко второму тысячелетию до нашей эры. Сооружения Эрана относят к культуре Малвы. К археологическим памятникам этой культуры принадлежит не только Эран, но также Нагда, Махешвар, Инамгаон, а также поселение Навдатоли. В Эране найдены древнейшие следы традиции так называемой чёрно-красной керамики, или керамики Малвы. Здесь обнаружены остатки оборонительной стены и рва, относящихся к медному веку. В этот период происходила ранняя урбанизация — формирование первых городов. Индологи полагают, что название местности никак не связано с травой, как полагал Александр Каннингем. «Эран», скорее всего, происходит от «Арьянам» — «[страна] ариев». Со словом связано современное название государства Иран (Эран), что говорит о древнейшем происхождении поселения.

## Достопримечательности Эрана
К западу от города некогда располагалась группа древних индуистских храмов. Все они имеют прямоугольную или квадратную форму и расположены в один ряд. Их местоположение не ориентировано, как принято, на восток. Однако группа выстроена в линию, отклоняющуюся на 14 градусов к северу от востока. Каннингем полагал, что это свидетельствует о принадлежности храмов к периоду Гуптов. Отклонение на определённую величину от востока соответствует одной мере накшатры (расстоянию, которое проходит Луна за одни сутки) или 1/27 части 360 градусов.
Среди сохранившихся достопримечательностей выделяют столб, храмовые колонны, храм Варахи, гигантскую статую Варахи, храмы Вишну и Нарасимхи, а также храм Ханумана.
| Изображение                                                                              | Описание |
| ---------------------------------------------------------------------------------------- | --- |
| Колонна Будхагупты                                                                       | Каменный столб длинной 75 футов (23 метра) возвышается перед чередой храмов. Монолитный столб располагается на квадратной платформе, чья ширина составляет 13 футов (4 метра). Вершину колонны венчают две мужские фигуры ростом 5 футов (1,5 метра) с ореолом за головой. Они плотно стоят спиной друг к другу, и каждый из них смотрит в противоположную сторону. Один — на некогда величественные храмы, взор другого устремлён на город. Возможно, они представляют Раму и Лакшману. Рядом с платформой на стороне, обращённой к храмам, видна надпись на санскрите. В ней упоминается 165 год и месяц ашадха, а также посвящение колонны Вишну-Джанардхане (Vishnu-Janardhana), или Вишну-Кришне, у которого ваханой (ездовой птицей) является Гаруда. В современном изложении 165 год эпохи Гуптов соответствует 484—485 годам. Колонну с статуей иногда именуют как «колонной Будхагупты», или «колонной Бхимы». |
| Статуя Варахи                                                                            | Самой выдающейся и необычной достопримечательностью Эрана является храм, посвящённый аватаре Вишну в облике Варахи. Сам храм не сохранился, однако от него осталась гигантская статуя териоморфного божества. Индолог Кэтрин Беккер назвала её «иконографической инновацией» и речь о ней пойдёт ниже. В настоящее время статуя находится под открытым небом. Однако вокруг неё видны основы каменного храма. Когда-то Вараху окружали стены, а перед ним возвышалась мандапа — вместе они образовывали целый храм. Учёные дискутируют о его первоначальной форме. Первые археологи, изучавшие статую, полагали, что храм построен в виде прямоугольника. Однако в настоящее время считается, что это был грандиозный храм на платформе, превосходящий по характеристикам аналогичный Храм Варахи (24°51′07″ с. ш. 79°55′20″ в. д.) в комплексе Кхаджурахо.                                                             |
| Храм Вишну                                                                               | Храм Вишну находится к северу от храма Варахи. Его основной достопримечательностью является большая статуя бога Вишну. Её высота составляет 13,17 футов (4,01 метров). От самого храма мало что осталось, однако среди руин можно различить части культового сооружения: святилище и мандапу. Как и храм Варахи, храм Вишну когда-то был украшен изысканными резными колоннами. Части дверного проёма на входе в святилище сохранились. На них изображены речные богини Ганга и Ямуна, которые стоят по обеим сторонам от входа. Они расположены ближе к полу, что характерно для храмов позднего периода Гуптов. Храм датируется V или VI веком, то есть его построили через два или три столетия после возведения соседнего храма Варахи. Рядом с храмом Вишну находятся каменные останки ворот и фундамента, которые, вероятно, принадлежали несохранившемуся храму другой аватары Вишну — Вамане.                   |
| Ссылка на изображение Архивная копия от 27 ноября 2019 на Wayback Machine Храм Нарасимхи | Храм Нарасимхи представляет собой самое северное строения группы храмов, хотя учёные предполагают, что в округе были и другие религиозные постройки. Храм Нарасимхи являлся отдельным сооружением размером 12,5 на 8,75 футов (3,8 на 2,7 метра). Впереди него находилась мандапа с четырьмя колоннами. Об их наличии можно судить по остаткам постаментов, на которых колонны находились. В святилище хранилась статуя человека-льва Нарасимхи высотой 7 футов (2,1 метра). |

## Древние надписи
Датировка достопримечательностей Эрана возможна благодаря сохранившимся надписям на каменных строениях и монументах. Первой из них является надпись на красном песчанике, сделанная при Самудрагупте (336—380 годы). В настоящее время она хранится в Индийском музее в Калькутте. Камень найден к западу от разрушенного храма Варахи. Несмотря на повреждение и отсутствие большей части надписи, на неё различаются цифры 2, 3, 4, 5, 6 и 7.
На колонне Будхагупты, датируемой 484—485 годами, обнаружена надпись о том, что государство Гуптов простиралось от реки Калинди до реки Нармада, в честь чего правитель поднял флаг над храмом Вишну.
Надпись Тораманы из государства эфталитов представляет собой запись из восьми строк на санскрите. Она высечена на груди статуи Варахи и датируется VI веком. В надписи упомянут сам Торамана, вождь белых гуннов, как «управляющий Землёй», а также отмечено, что местный правитель Дханьявишну посвящает свой каменный храм Нараяне (то есть Вишну).
Четвёртая надпись сильно повреждена, однако в ней различимо упоминание правителя Бханугупты (начало VI века). В ней также говорится о гибели в битве его сына Гопараджи. Принято считать, что речь идёт о 510 годе. Гопараджа был кремирован. Надпись гласит, что его любимая жена взошла на погребальный костёр вслед за ним. Надпись в Эране является первым историческим свидетельством обряда «сати» (самосожжение вдов) в Древней Индии.

Древние надписи Эрана
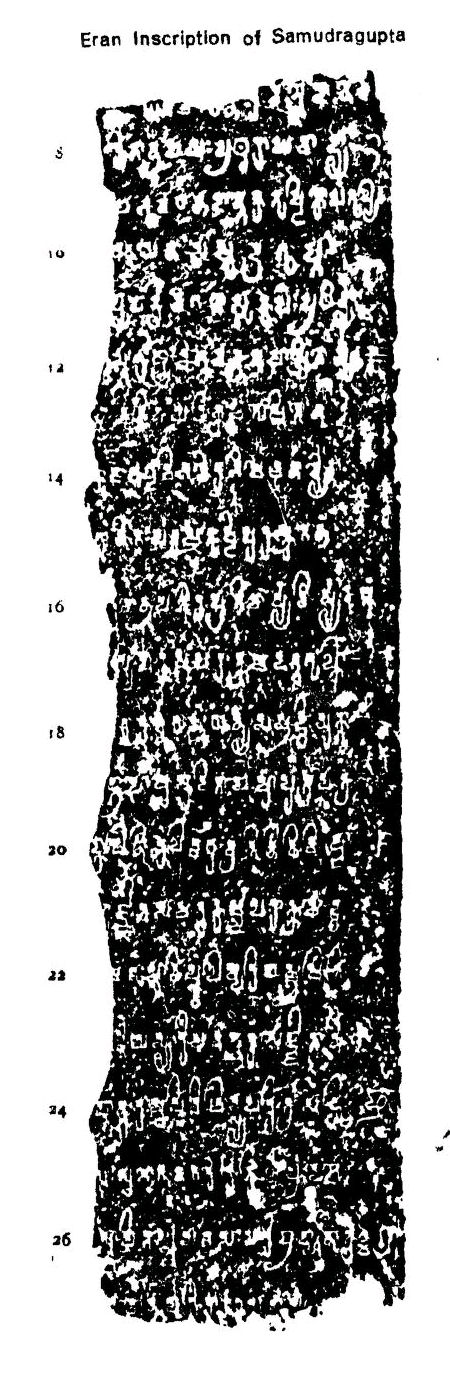
Надпись Самудрагупты с числами
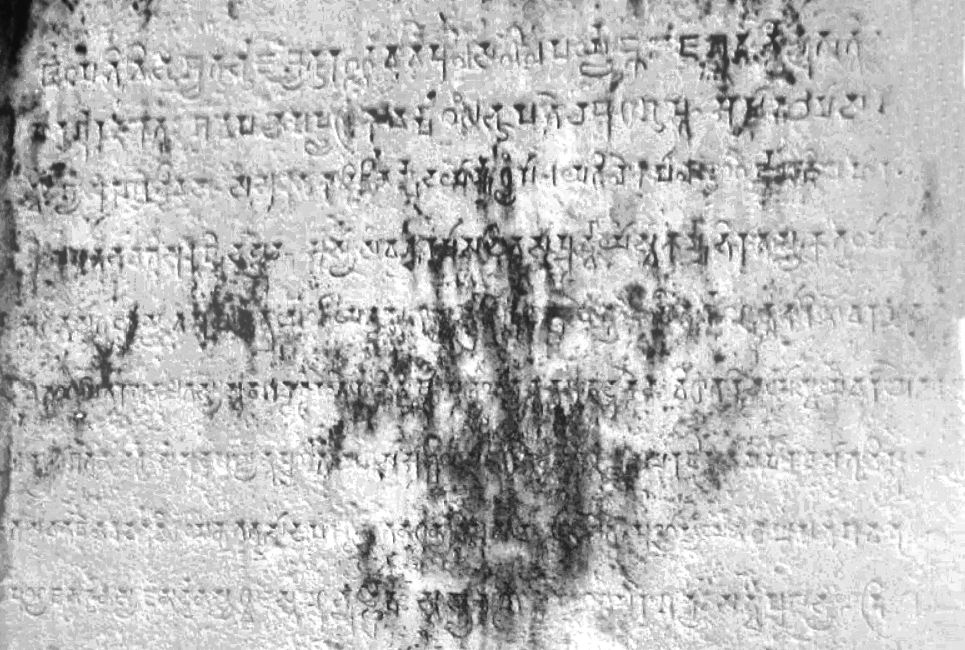
Надпись на столбе Будхагупты
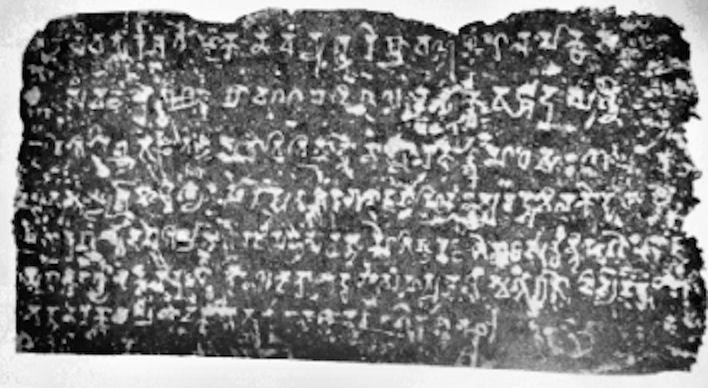
Надпись Бханугупты с упоминанием обряда сати

## Териоморфная скульптура Варахи
Символом Эрана стала монументальная статуя гигантского вепря, олицетворяющая аватару Вишну в образе Варахи. Это териоморфное божество, почитаемое в вайшнавских пуранах за спасение Земли от демона Хираньякши. Вараха из Эрана отражает как развитие вайшнавской иконографии, так и падение политического влияния династии Гуптов. Гигантская статуя Варахи в Эране является самой ранней из известных полностью териоморфных изображений аватары Вишну. В статуе нашла отражение сцена возвращения богини Земли (называемой Притхиви или Бхудеви) из вод потопа, которыми залил Землю Хираньякша. Изваяние является одним из ранних свидетельств растущего значения поклонения Вишну в Древней Индии.

Фотогалерея со скульптурой Варахи из Эрана
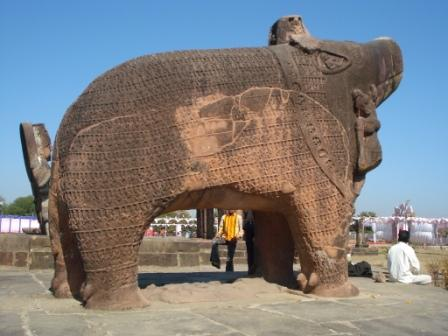
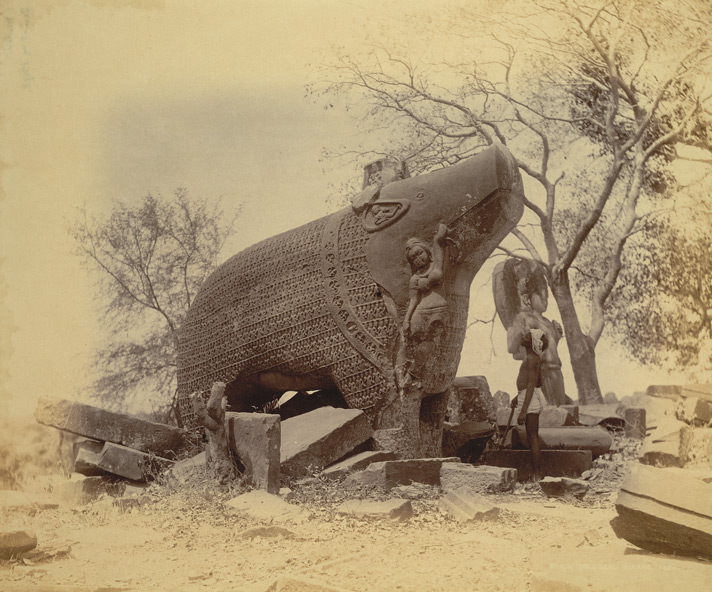
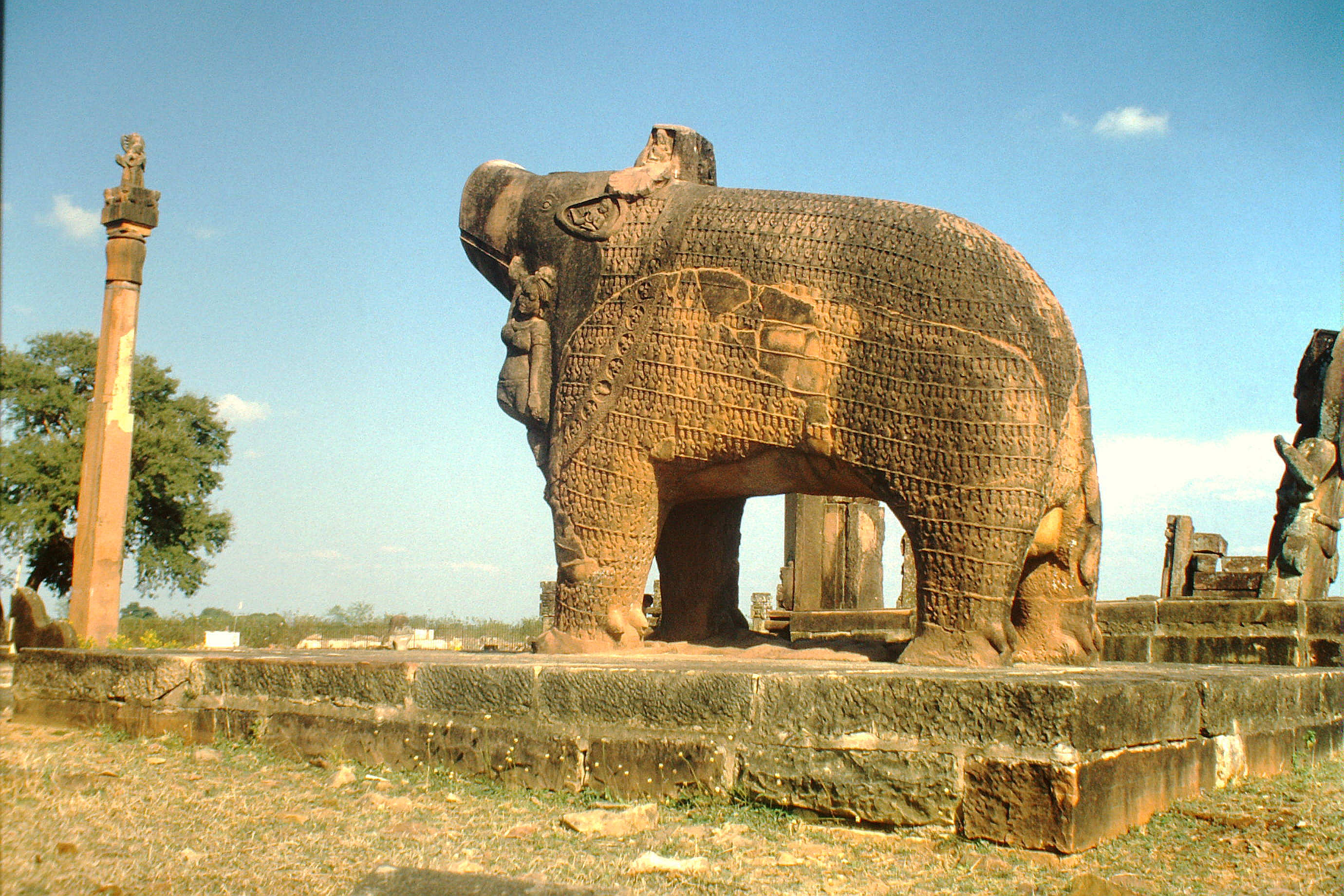
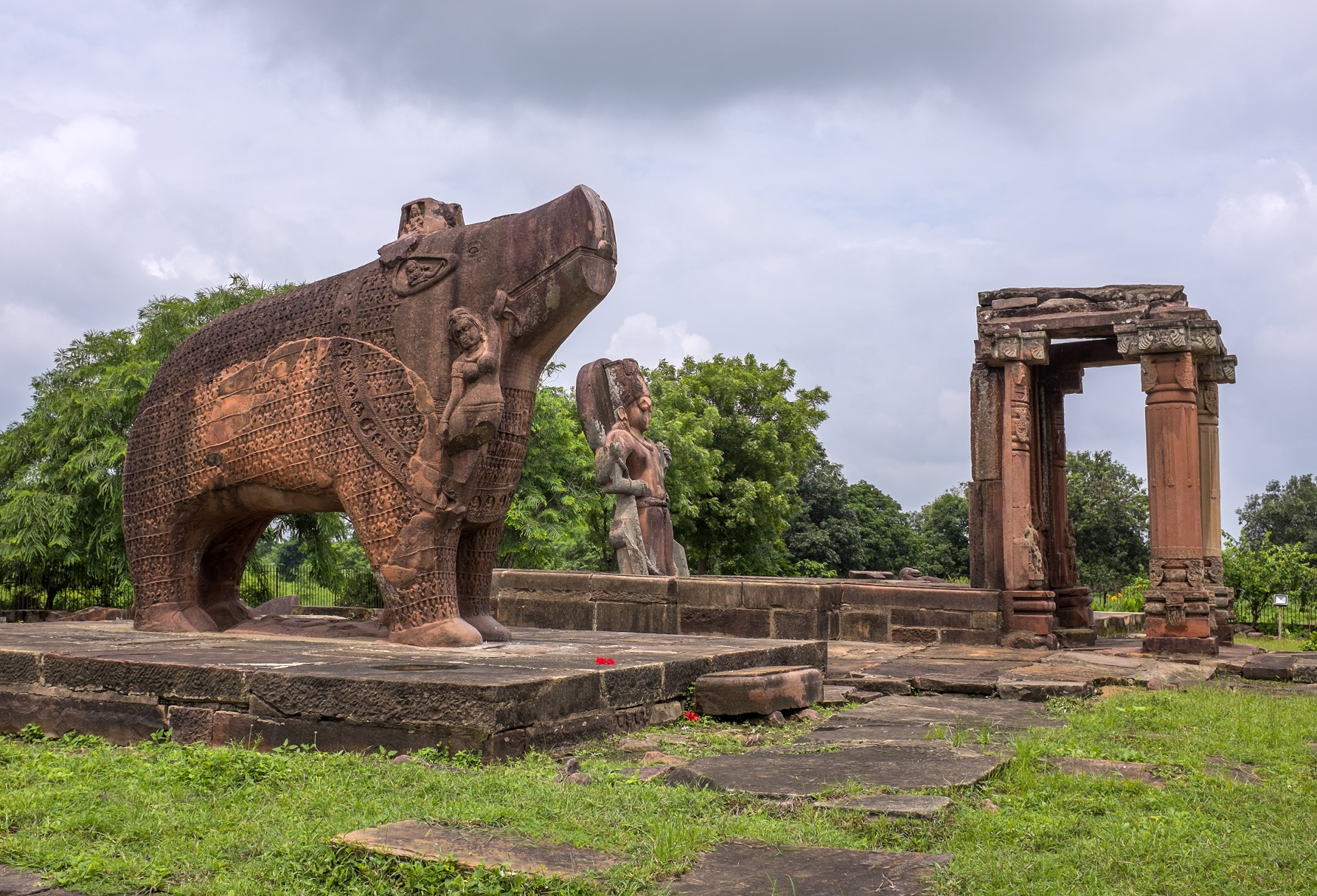

Гигантский вепрь является оригинальным художественным решением. Его тело украшает богатая скульптурная композиция. Скульптура Эрана привлекает внимание своими новшествами в иконографическом представлении Варахи. Богиня Земли повисла на правом клыке вепря, у неё аккуратная традиционная женская причёска, а фигура украшена драгоценностями. У ног вепря в каменном полу вырезан океан со змеями и морскими тварями. На теле Варахи изображены мудрецы и святые, которые определяются по простым одеждам, бородам и волосам, заплетённым в характерный пучок на голове. В одной руке они держат горшки с водой, а другой рукой показывают йога-мудру. Образы мудрецов символизируя духовное знание, нуждающееся в божественной защите от демонических сил. Из пасти Варахи показывается кончик языка, на нём видна крошечная фигурка богини, которой считается Сарасвати (или ведическая богиня речи Вач). В ушах Варахи скульптор изобразил видьядхар — небесных музыкантов. Плечи Варахи обрамляет гирлянда из 28 дисков, в которых распознаются главные звезды индийской астрологии. В каждом диске просматриваются миниатюрные мужские и женские фигурки. Человеческие зубы и глаза придают образу Варахи антропоморфный характер. Под надписью с упоминанием Тораманы расположено ещё четыре ряда мудрецов, а под ними разрушенный фрагмент, который, скорее всего, был стоящим на лотосе Вишну. Изображение двойных атрибутов Варахи, — грубого анимализма и человечности божества, — было непростой задачей для скульпторов. Индолог Кэтрин Бекер описывает скульптурный образ Варахи, которому она посвятила научную диссертацию:

На первый взгляд, монолитная скульптура, изображающая Вишну в форме его аватары, вепря Варахи, представляет пышную фигуру. Его размер и массивность подавляют зрителя. Он мог бы заставить дрожать горы, о чём свидетельствуют надписи на скульптуре. При дальнейшем осмотре могучий Вараха из Эрана соблазняет зрителя своим внушительным героизмом, динамичной силой и лёгким намеком на поросячью сладость[что?]. От святилища, которое когда-то окружало вепря, осталось одно основание, и вепрь подвергается воздействию природной стихии. Его правое переднее копыто движется в пространстве вперед, словно животное собирается сойти с платформы. Вепрь триумфально поднимает своё рыло вверх, демонстрируя непринужденность, с которой он удерживает вес Притхиви, матери-земли, цепляющейся за его правый клык. У его разрушенного подножия переплетаются тела змей. Они символизируют водные глубины, из которых вепрь поднял богиню Земли. Аватару окружают ряды благодарных преданных, которые, возможно, когда-то были свидетелями героизма вепря. Тело Варахи покрыто рядами мудрецов, спасённых милосердием Бога.
Хотя неизвестные скульпторы представили спасителя Земли и её обитателей как массивное неуклюжее животное, вепрь в то же время выглядит нежным, даже человеческим. Например, пасть вепря не зубастая и свирепая, как у настоящего кабана, а украшена двумя рядами аккуратных, изящных, квадратных человеческих зубов. Тонкие, изогнутые брови обрамляют глаза. Хотя на фотографиях хряков над глазами у животных есть кожная складка, скульптор Варахи изобразил эту особенность с утонченностью, которая более подходит для совершенного лица очеловеченного божества. Кратко говоря, Вараха из Эрана сочетает в себе авторитет и героизм, человеческие и животные качества, что говорит о нём как о необычном животном.
— Это не ваш «средний» кабан: колоссальный Вараха из Эрана, иконографические инновации

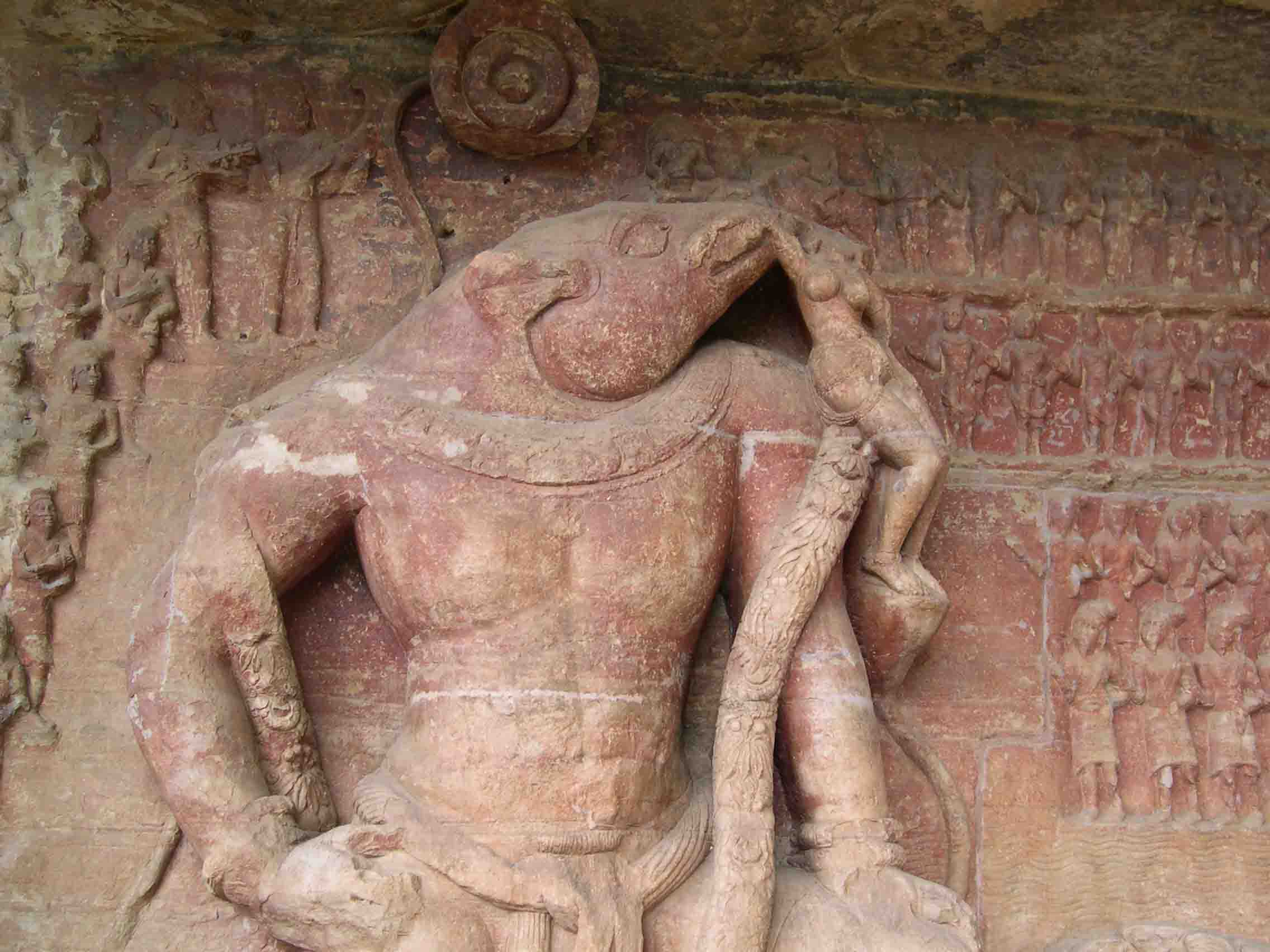
Альтернативный человекоподобный образ Варахи в пещерных храмах Удаягири, 380—401 годы

Каменная надпись на нём говорит о том, что покровителем-заказчиком статуи является местный правитель Дханьявишну. Вместе со своим старшим братом он ранее заказал для Эрана колонну, посвящённую Гаруде. Более древние надписи в Эране упоминают различных правителей династии Гуптов. Однако на статуе Варахи указан первый год правления Тораманы, что свидетельствует о падении власти Гуптов и появлении в Центральной Индии новой политической силы. В середине V века эфталиты вторглись в Индию. К началу VI века Торамана занял большую территорию в Северо-Западной Индии и добрался до Центральной Индии. Правители из династии Гуптов были вынуждены признать вассальную зависимость от него. Выбор формы Варахи мог представлять собой компромисс, отражающий подчинение новому порядку, ведь образ кабана в культуре Западной и Центральной Азии связан с царской властью. Альтернативным могло быть изображение человекоподобного Варахи, как в пещерных храмах Удаягири. Оно в большей степени отражает претензии на власть местных правителей династии Гуптов. Однако правление эфталитов продержалось недолго. Среднеазиатские эфталиты подверглись тюркскому влиянию, индийские — вошли в состав раджпутов, а оставшиеся в горах стали афганцами. Как единый народ белые гунны перестали существовать после тюркского нашествия 567 года.